# Marco Ramos
Marco Ramos (* 26. April 1983 in Levallois-Perret) ist ein in Frankreich geborener und aufgewachsener portugiesischer ehemaliger Fußballspieler.
Der 1,77 m große und 69 kg wiegende Linksverteidiger verbrachte seine fußballerischen Jugendjahre von 1998 bis 2003 beim AS Monaco, wo er in der Spielzeit 2003/2004 für zwei Spiele in die erste Mannschaft aufrückte. In der darauf folgenden Saison war er an US Créteil, die in der Liga National (D3) antraten, ausgeliehen, ehe er sich für die nächste Saison 2005/2006 bei LB Châteauroux in die Ligue 2 verpflichten ließ. Der Sprung in die Ligue 1 gelang in der nächsten Spielzeit mit einem Vertrag beim RC Lens. In Lens blieb er fünf Jahre und avancierte mit insgesamt 108 Einsätzen zum Stammspieler. Im Achtelfinale des Coupe de France 2009/10 erzielte er in der Verlängerung sein einziges Tor zum 2:1-Sieg von Lens gegen Stade Brest. Im Januar 2011 unterschrieb er in der Heimat seiner Eltern bei Sporting Braga einen Vertrag bis Juni 2013. Zwar kam er dort bislang über den Status eines Ersatzspielers nicht hinaus, konnte aber den Einzug seiner Mannschaft in das Endspiel der UEFA Europa League 2010/11 gegen den FC Porto feiern. Ein Jahr später folgte der Wechsel zu AJ Auxerre in die Ligue 2. Hier verbrachte er zwei Jahre und nach einer Saison ohne Klub spielte er 2016/17 für den portugiesischen Amateurverein Sequeirense FC und beendete dort seine Karriere.